# Галово
Га́лово (болг. Галово) — село у Врачанській області Болгарії. Входить до складу общини Оряхово.

## Населення
За даними перепису населення 2011 року у селі проживали 277 осіб.
Національний склад населення села:
| Національність   | Кількість осіб | Відсоток |
| ---------------- | -------------- | -------- |
| болгари          | 238            | 97,5%    |
| цигани           | 3              | 1,2%     |
| інша             | 0              | 0%       |
| Всього відповіли | 244            |          |

Розподіл населення за віком у 2011 році:
Динаміка населення: